# Трузетал
Трузетал (њем. Trusetal) општина је у њемачкој савезној држави Тирингија. Једно је од 65 општинских средишта округа Шмалкалден-Мајнинген. Према процјени из 2010. у општини је живјело 3.968 становника. Посједује регионалну шифру (AGS) 16066074.

## Географски и демографски подаци
Трузетал се налази у савезној држави Тирингија у округу Шмалкалден-Мајнинген. Општина се налази на надморској висини од 350 метара. Површина општине износи 25,9 km². У самом мјесту је, према процјени из 2010. године, живјело 3.968 становника. Просјечна густина становништва износи 153 становника/km².